# 張家瑋 (演員)
張家瑋（1987年11月9日—），出生於台灣高雄市，畢業於樹德科技大學表演藝術學系，台灣女演員，演出過多部民視八點檔。

## 經歷
2009年《水上樂園比基尼皇后大賽》獲得冠軍，2010年《我猜我猜我猜猜猜》節目出道，以比基尼女孩主題出場，後來被製作單位選入【正妹實驗室】的團。
從2007年起為中天綜合台《大學生了沒》的固定班底「瑋瑋」，2011年於《大學生了沒》獲選【南台灣宅男女神】，2015年演出民視無線台八點檔連續劇《嫁妝》，飾演富家千金李安妮一角而大為走紅 。

## 個人生活
喜歡泡湯 、跳熱舞、健身 、養狗。
前男友為演員林則希。

## 主持作品
- 民視《特色校園我最讚》主持人
- 民視《綜藝大集合》主持人之一
- 緯來綜合台《菜鳥老闆來上工之快炒特工》主持人

## 影視作品

### 電視劇
| 年份   | 頻道       | 劇名                           | 角色   |
| 2012年 | 民視       | 《廉政英雄》第12單元：吉屋招租 | 黃瓊慧 |
| 2013年 | 民視       | 《廉政英雄》第16單元：霹靂嬌娃 | 張書瑤 |
| 2014年 | 民視       | 《風水世家》                   | 朵拉   |
| 2014年 | 民視       | 《龍飛鳳舞》                   | 莊彩華 |
| 2015年 | 民視       | 《嫁妝》                       | 李安妮 |
| 2016年 | 大愛電視台 | 《愛的人生路》                 | 余睿珊 |
| 2017年 | 民視       | 《幸福來了》                   | 劉慧君 |
| 2017年 | 大愛電視台 | 《竹南往事》                   | 王寶珠 |
| 2018年 | 民視       | 《大時代》                     | 游素素 |
| 2019年 | 大愛電視台 | 《程哥懺悔路》                 | 陳美滿 |
| 2019年 | 民視       | 《多情城市》                   | 李文真 |
| 2021年 | 民視       | 《黃金歲月》                   | 蔡孟如 |
| 2023年 | 民視       | 《市井豪門》                   | 高晶晶 |
| 2023年 | 民視       | 《愛的榮耀》                   | 張元美 |

### 微電影
| 年份   | 片名         | 飾演 | 備註   |
| 2011年 | 《愛的泡麵》 | 妹妹 | [ 10 ] |

### 電影
- 《LOVE》

## 綜藝節目
- 華視 《天才衝衝衝》
- 民視 《綜藝大集合》
- 民視 《舞力全開》
- 民視 《美鳳有約》
- 中天娛樂台 《天天樂財神》
- 東風衛視 《挑戰吧大神》
- 民視、八大電視 《綜藝新時代》
- 台視 《綜藝3國智》
- 三立都會台 《國光幫幫忙》
- 中視 《飢餓遊戲》
- 衛視 《瘋神無雙》

## 平面/雜誌
- 蘋果日報-消費高手
- 愛女生雜誌-彩妝保養服飾
- NIKE-廣告＆平面
- GQ雜誌-正妹團

## 獲獎
| 年份 | 獎項                             |
| ---- | -------------------------------- |
| 2009 | - 「水上樂園比基尼皇后大賽」冠軍 |
| 2011 | - 「大學生了沒」南台灣宅男女神   |

## 外部連結
- 張家瑋 Winnie的Facebook專頁
- 張家瑋 Chiawei Chang的Instagram帳戶
- YouTube上的極致張家瑋頻道
- 張家瑋 - TikTok （页面存档备份，存于）